# Evangelie volgens Petrus
Het Evangelie volgens Petrus is een apocrief evangelie op naam van de apostel Petrus. Het evangelie wordt echter gezien als een product van de tweede eeuw en kan daarom onmogelijk van de hand van Petrus zijn die in eerste eeuw leefde. Het Evangelie volgens Petrus was het eerste buiten-bijbelse evangelie dat werd teruggevonden in de woestijn van Egypte. Het geschrift is docetisch van karakter.

## Taal
Het Evangelie volgens Petrus is geschreven in het koinè-Grieks.

## Handschriften
Tot 1886 waren geleerden wel bekend met het bestaan van een Evangelie volgens Petrus, omdat de kerkvaders naar dit evangelie verwezen. Het Evangelie volgens Petrus is alleen gedeeltelijk teruggevonden. Het Evangelie volgens Petrus wordt bijvoorbeeld waarschijnlijk aangehaald in de tweede brief van Clemens (5,2-4 lightfoot). In de winter van 1886/1887 werd een groot fragment van het Evangelie volgens Petrus ontdekt door de Franse archeoloog Urbaint Bouriant (1849-1903) nabij het moderne Achmim, ten noorden van Nag Hammadi. Dezelfde codex bevatte ook fragmenten van de Openbaring van Petrus en het Eerste boek van Henoch. Al die manuscripten stammen uit de zevende of achtste eeuw. Het manuscript van het Evangelie van Petrus werd in 1892 gepubliceerd. Later werden nog twee papyrusfragmenten (Oxyrhynchus papyri) gevonden en in 1972 gepubliceerd.

## Auteurschap
Anders dan de canonieke evangeliën, die anoniem zijn, laat het Petrus-evangelie de lezer niet in het onzekere: "Maar ik, Simon Petrus en Andreas mijn broeder, namen onze netten en gingen de zee op" (EvPetr 7) Omdat het boek echter in de tweede eeuw is geschreven (zie hieronder), kan het onmogelijk van de hand van Petrus zijn: Petrus leefde in de eerste eeuw. Wie het geschrift wel heeft geschreven is volstrekt onbekend.

## Datering
Het geschrift dateert van na 100 n. Chr.. Het wordt gedateerd tussen 100 en 130. In ieder geval lijkt de schrijver de vier canonieke evangeliën te kennen of gedeelten daarvan (of de mondelinge traditie die ten grondslag ligt aan de canonieke evangeliën).

## Inhoud
Het zestig verzen tellende evangeliefragment dat gevonden is bij Achmim vertelt de passie en paasgeschiedenis van Jezus Christus. Het begint met de veroordeling van Jezus voor het gerecht en eindigt met de ontdekking van het lege graf. Globaal gezien stemt het passie- en paasverhaal van EvPetr overeen met een van de lijdensgeschiedenissen in de canonieke evangeliën. Tegelijk springen enkele zaken in het oog waarmee EvPetr zich onderscheidt van de canonieke evangeliën: 
- Het Evangelie volgens Petrus is docetisch van karakter. Dat wil zeggen dat de schrijver veronderstelt dat Jezus Christus een schijnlichaam had. Als consequentie van dit schijnlichaam leed Jezus niet werkelijk aan het kruis (EvPetr 10: "Maar Hij heeft gezwegen, alsof Hij geen enkele pijn had.") In de canonieke evangeliën lijdt Jezus wel echt aan het kruis.
- De schuld van de veroordeling en dood van Jezus ligt volledig bij de joodse autoriteiten en het joodse volk (EvPetr 1-3). De joden verheugen zich zelfs in de dood van Jezus (EvPetr 23). De rol van Pontius Pilatus wordt gebagatelliseerd (EvPetr 1-3; vooral 49). In de canonieke evangeliën is de rol van Pilatus vrij negatief en draagt hij de hoofdverantwoordelijkheid voor de kruisiging van Jezus (maar vgl. Matt. 27,25 nbg.
- De verrijzenis en hemelvaart vallen in EvPetr op één dag. Dit fenomeen is niet bekend binnen de canonieke evangeliën. (Dit zou kunnen teruggaan op een oude [joodse?] traditie die stelt dat Jezus is "opgestaan" in de "hemel" en zo plaatsnam aan de rechterhand van God.)

De tekst bevat passages die op het vakgebied tot discussies hebben geleid. De eerste is de kruiswoorden die Jezus uitspreekt "Mijn kracht, mijn kracht, gij hebt mij verlaten" in plaats van het " Mijn God, mijn God, waarom hebt U Mij verlaten?". Dat werd soms verklaard door de auteur van het evangelie te verwijten dat hij niets van de eigenlijke tekst had begrepen.  Een andere verklaring is de veronderstelling dat de tekst kan zijn ontstaan in een groepering die geloofde dat de Geest van God pas bij de doop bezit nam van Jezus en hij tot zijn dood in het bezit bleef van die Geest.  Die Christus-Geest verliet hem aan het kruis. Een aantal auteurs op het vakgebied is van opvatting, dat deze "Geest- christologie" aanwezig was in de vroegste christelijke gemeenschap in Jeruzalem, onmiddellijk na de dood van Jezus. 
De tweede passage heeft tot nog meer discussie geleid. Na de graflegging van Jezus wordt het graf bewaakt door een aantal wachters. Zij horen een luide stem uit de hemel  en zien daarna dat de hemel zich opent. Twee gestalten dalen af naar de aarde en bewegen zich naar het graf. De grafsteen rolt vanuit zichzelf weg en de gestalten gaan de grafkamer in. De wachters maken hun bevelhebber wakker om hem en anderen dit te vertellen. Als zij dit doen zien ze drie gestalten weer uit de grafkamer komen. De tekst van het evangelie maakt duidelijk dat de derde gestalte de opgestane Jezus is. De eerste twee gestalten nemen reusachtige afmetingen aan. Hun hoofden reiken tot de hemel. Jezus  neemt nog grotere, werkelijk  gigantische afmetingen aan. Zijn voeten blijven op de aarde staan, maar zijn hoofd reikt tot in de hemel. Daarachter wandelt het kruis. Er wordt opnieuw een stem uit hemel gehoord, nu met de vraag of er gepreekt is tot diegenen die nog slapen. Het kruis beantwoordt die vraag met ja. 
Vanuit het vakgebied worden nogal wat verschillende duidingen aan deze passage gegeven. Een daarvan is dat een wandelend en sprekend kruis een absurde notie is en de auteur van het evangelie een fout gemaakt zou hebben. Hierbij werd voorgesteld in deze passage  het woord kruis (σταυρόν) te wijzigen in gekruisigde (σταυρωθέντα).  Andere auteurs wijzen op het feit, dat dit evangelie niet het enige is waarin het kruis als een levend personage wordt beschreven. In het evangelie van de Verlosser praat Jezus uitvoerig met het kruis. In de Handelingen van Filippus kan het kruis zich ook verplaatsen. In het vroegchristelijk jodendom geloofde een groepering als de Elchasaieten in engelen van gigantische afmetingen. 
Een aantal auteurs wijst op een aanwezige notie in het vroege christendom waarin Jezus polymorfe verschijningsvormen gelijktijdig kon aannemen. Een van die verschijningsvormen is dan het kruis. Daarbij wordt bijvoorbeeld ook de  Handelingen van Johannes  genoemd, waarin Jezus in verschillende gedaanten verschijnt.   Er is een duiding met een typologische verklaring. Dat is een uitleg  waarbij gebeurtenissen uit het Oude Testament werden gezien als voorafschaduwingen of "typen" van het leven van Jezus. In die verklaring wordt verondersteld dat de auteur van het evangelie de christologische voorstelling in de tekst heeft gebaseerd op de eerste zes verzen van Psalm 18. 